# Опечень (озеро)
Опечень или Луговое или Опечень-е (укр. Опечень) — озеро, расположенное на территории Оболонского района города Киева. Площадь — 0,1 км² (10,7 га). Тип общей минерализации — пресное. Происхождение — антропогенное. Группа гидрологического режима — бессточное.

## География
Длина — 1,07 км. Ширина наибольшая — 0,11 км. Озеро не используется.
Расположено на правом берегу Днепра западнее 6-го микрорайона жилого массива Оболонь: на запад от улицы Богатырской, севернее улицы Луговая и южнее улицы Полярная. На западе расположена нежилая застройка, на востоке — ж/д дорога. Одно из системы озёр Опечень. Северо-западнее расположено озеро Минское, юго-восточнее — озеро Птичье (Луговое).
Озёрная котловина неправильной формы, вытянутая с севера на юг. Озеро создано в результате заполнения водой карьера гидронамыва, созданный при строительстве прилегающего жилого района Оболонь. Берега пологие, поросшие камышовой растительностью. Окружено зелёной зоной.
Озеро загрязнено, как и другие озёра системы Опечень, из-за сброса технических вод с предприятий и жилой застройки Шевченковского, Подольского, Оболонского районов.